# Real Academia de Bellas Artes de San Fernando
Die Real Academia de Bellas Artes de San Fernando (RABASF; deutsch Königliche Akademie der Schönen Künste von San Fernando) ist eine spanische Kunstakademie und ein Museum mit Sitz in Madrid.

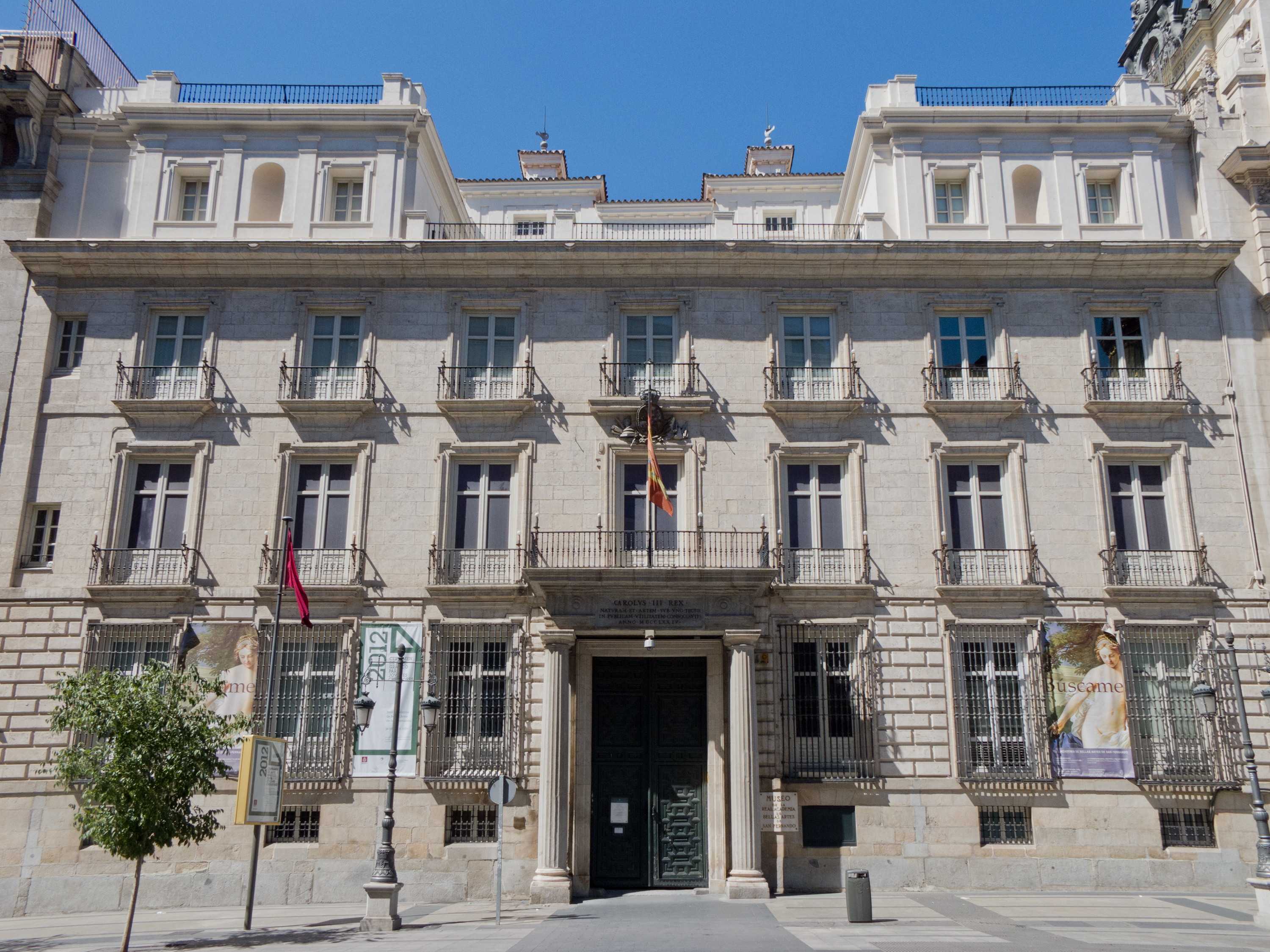
Gebäude in der Calle de Alcalá

## Akademie
Die Gründung der Kunstakademie erfolgte formal durch Philipp V. im Jahr 1744. Sie war eine lange erhobene, aber bis dahin nicht verwirklichte Forderung des spanischen Paragones. Eröffnet wurde sie jedoch erst unter dem aufgeklärten Despoten König Ferdinand VI. am 12. April 1752 mit dem ursprünglichen Namen Real Academia de las Tres Nobles Artes de San Fernando. 1773 erwarb die Akademie ihr heutiges Hauptgebäude in der Calle de Alcalá Nummer 13; den Palacio Goyeneche, der 50 Jahre zuvor nach Plänen des Architekten José Benito Churriguera errichtet wurde. Das Gebäude im Barockstil wurde später teilweise neoklassizistisch umgestaltet. Die im Gründungsnamen erwähnten «drei edlen Künste» (tres nobles artes) waren Malerei, Bildhauerei und Architektur. Den heutigen Namen erhielt die Akademie 1873 als auch der Fachbereich Musik hinzukam. 
Bei der Belagerung von Madrid durch die Putschisten unter Francisco Franco, wurde die Akademie am 16. November 1936 bombardiert, gleichentags wurden auch das Museo del Prado und das Museo Antropológico von den mit den Nationalisten verbündeten Luftwaffen Nazi-Deutschlands und des faschistischen Italiens beschossen. 1966 wurde sie der Universität eingegliedert. 1987 kamen die Studiengänge Fotografie, Videokunst, Filmwissenschaft und Fernsehwissenschaft hinzu. Die Akademie ist innerhalb Madrids auf drei Liegenschaften verteilt.

## Museum
Das zugehörige Museum zeigt die Werke der bedeutendsten spanischen Künstler in 59 Ausstellungsräumen, darunter Goya, Murillo und Zurbarán, aber auch zahlreiche Meister der Spanischen Niederlande. Die Werke stammen aus Schenkungen des spanischen Königshauses, aus dem verstaatlichten Besitz von im Zuge der Desamortisation aufgelösten kirchlichen Orden, oder aus Privatsammlungen, beispielsweise von Manuel de Godoy (ab 1816), Manuel Fernández Varela (1833), oder Don Manuel García de la Prada (1839). Neben Gemälde, Skulptur und den Zeugnissen von Architektur und Musik, ist auch das zeichnerische Werk vertreten.

## Persönlichkeiten
- Eduardo Chicharro y Agüera[4]
- Salvador Dalí
- Carlos de Haes
- Luis de Madrazo
- Antonio Gisbert
- César Manrique
- José Moreno Carbonero
- Jaime Morera
- Pablo Picasso
- Manuel Rivera
- Alejo Vera
- Teresa Berganza

## Galerie

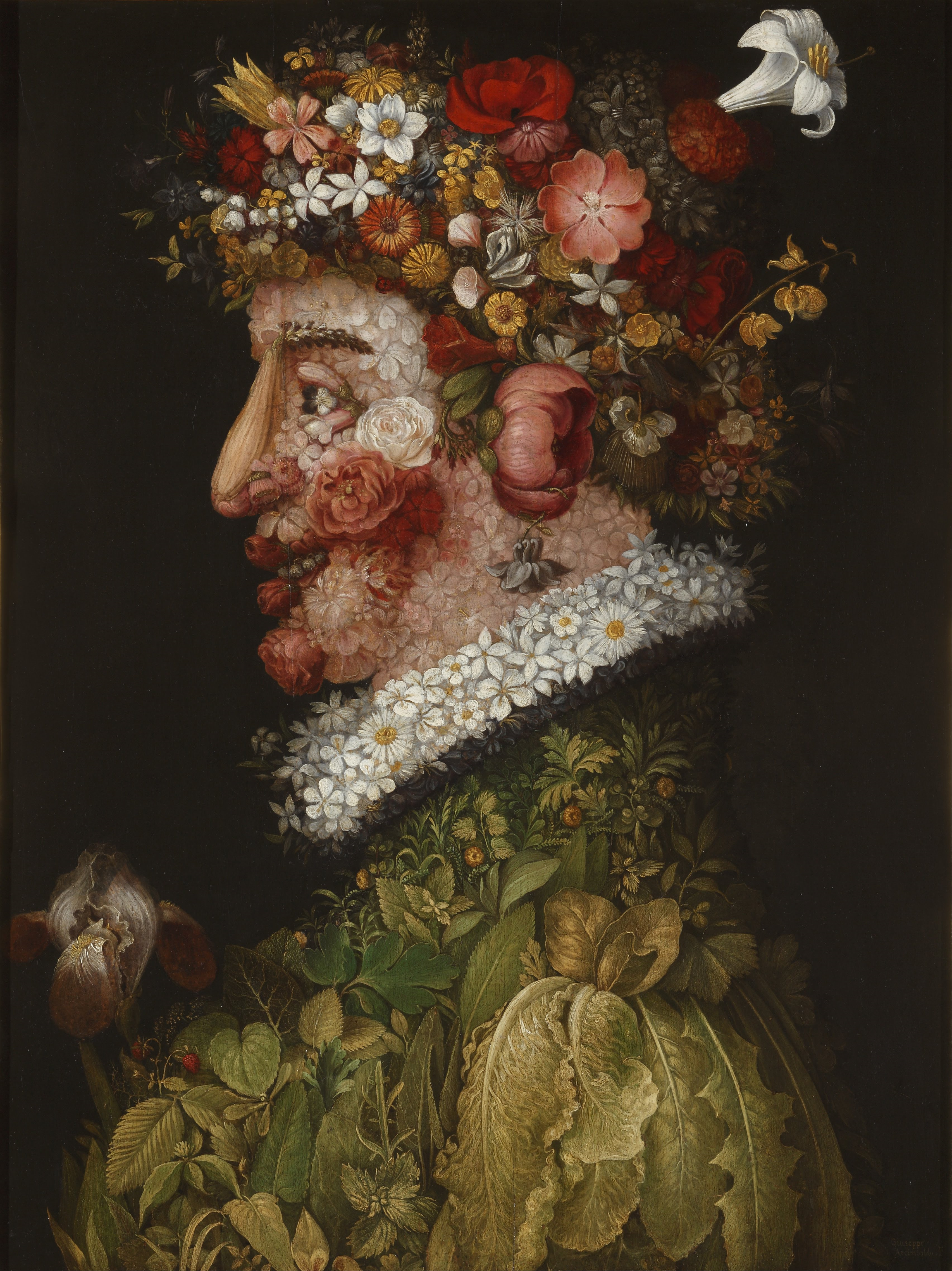
La primavera, Giuseppe Arcimboldo (1563)
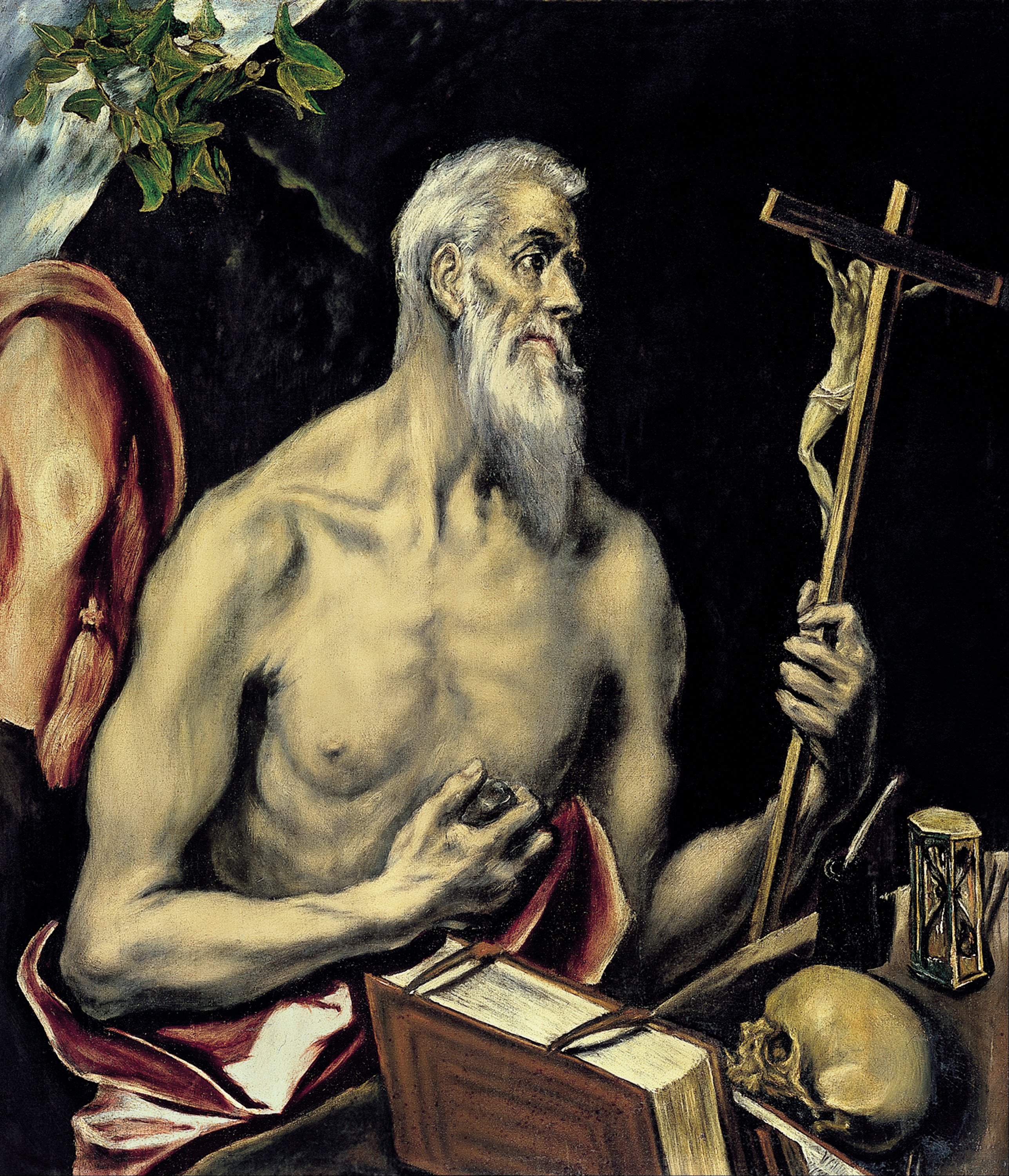
San Jerónimo, El Greco (c. 1605–1610)
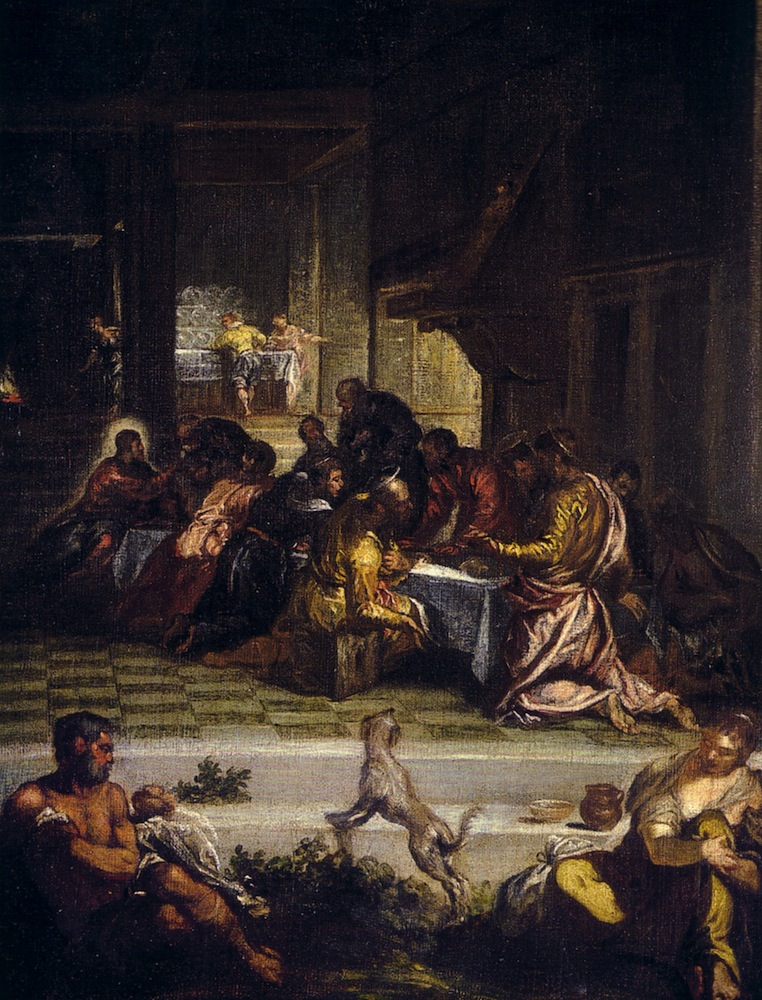
La Última Cena, copy of Tintoretto by Diego Velázquez (1629?)
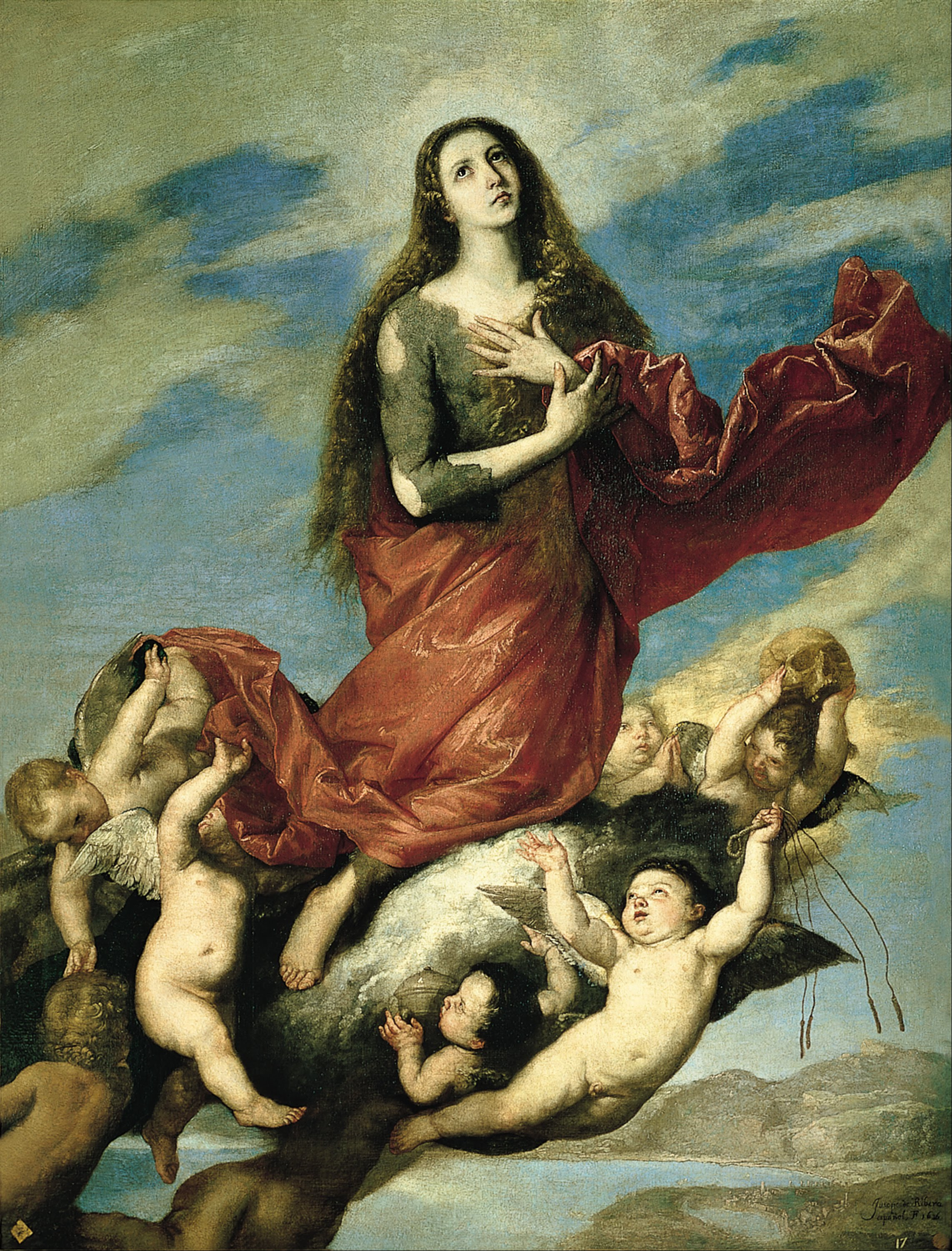
Asunción de la Magdalena, José de Ribera (1636)
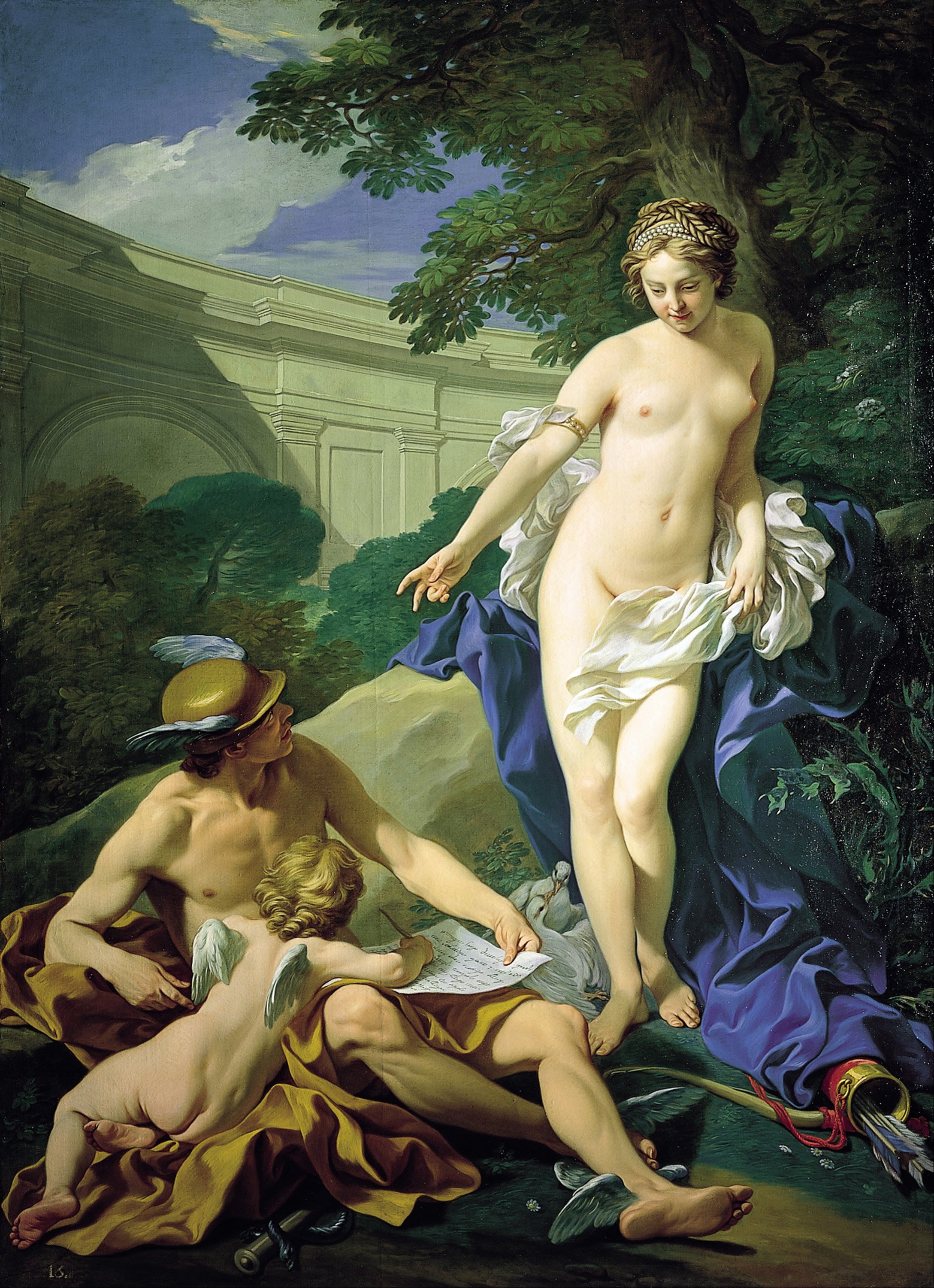
Venus, Mercurio y el Amor, Louis-Michel van Loo (1748)
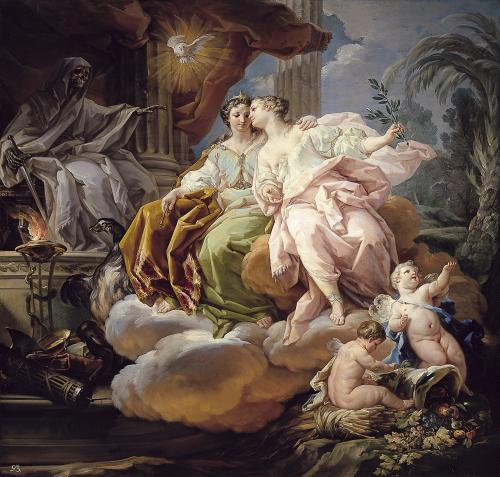
Alegoría de la Paz y la Justicia, Corrado Giaquinto (1754)
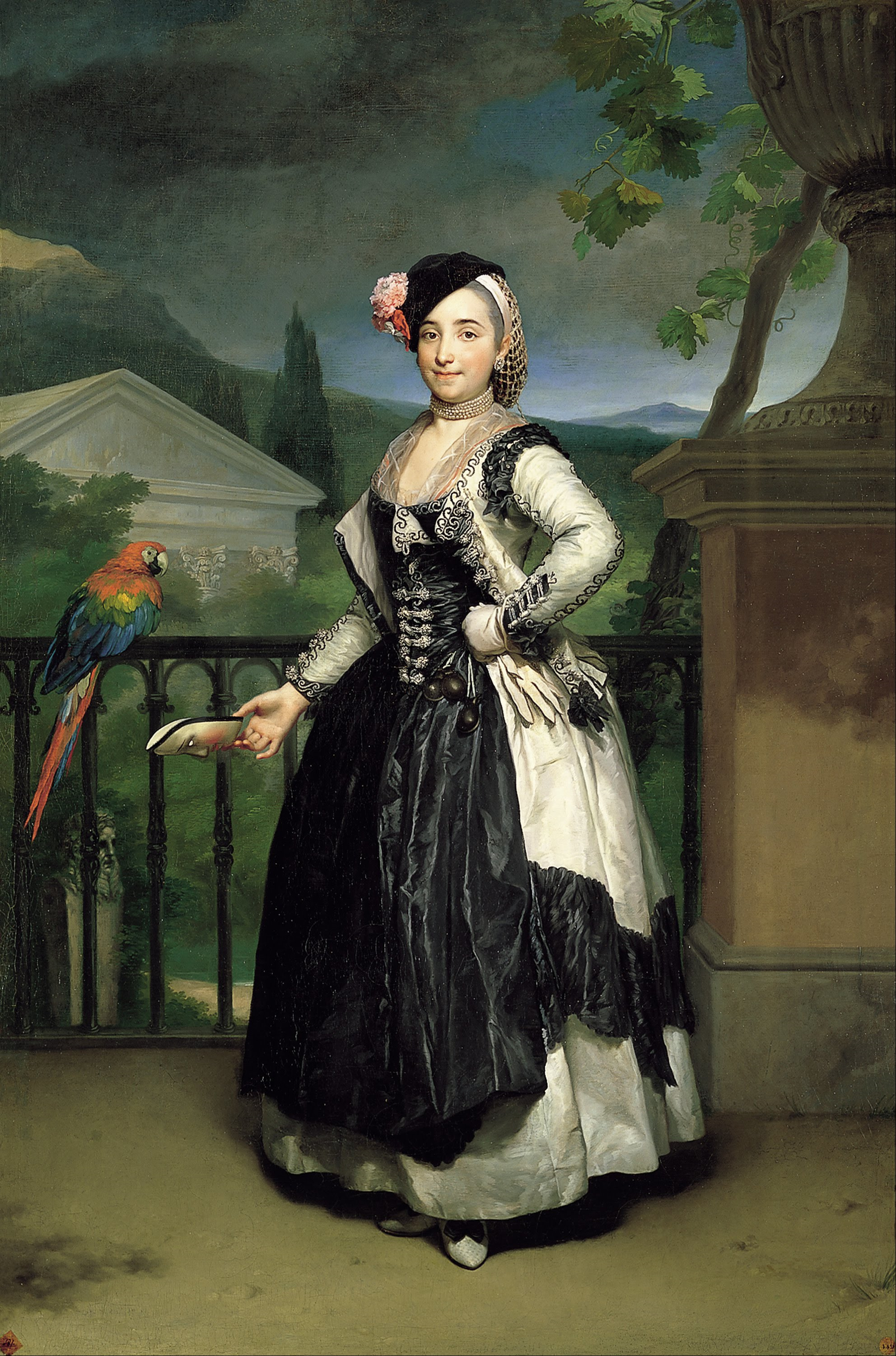
Retrato de la marquesa de Llano, Anton Raphael Mengs (1770)
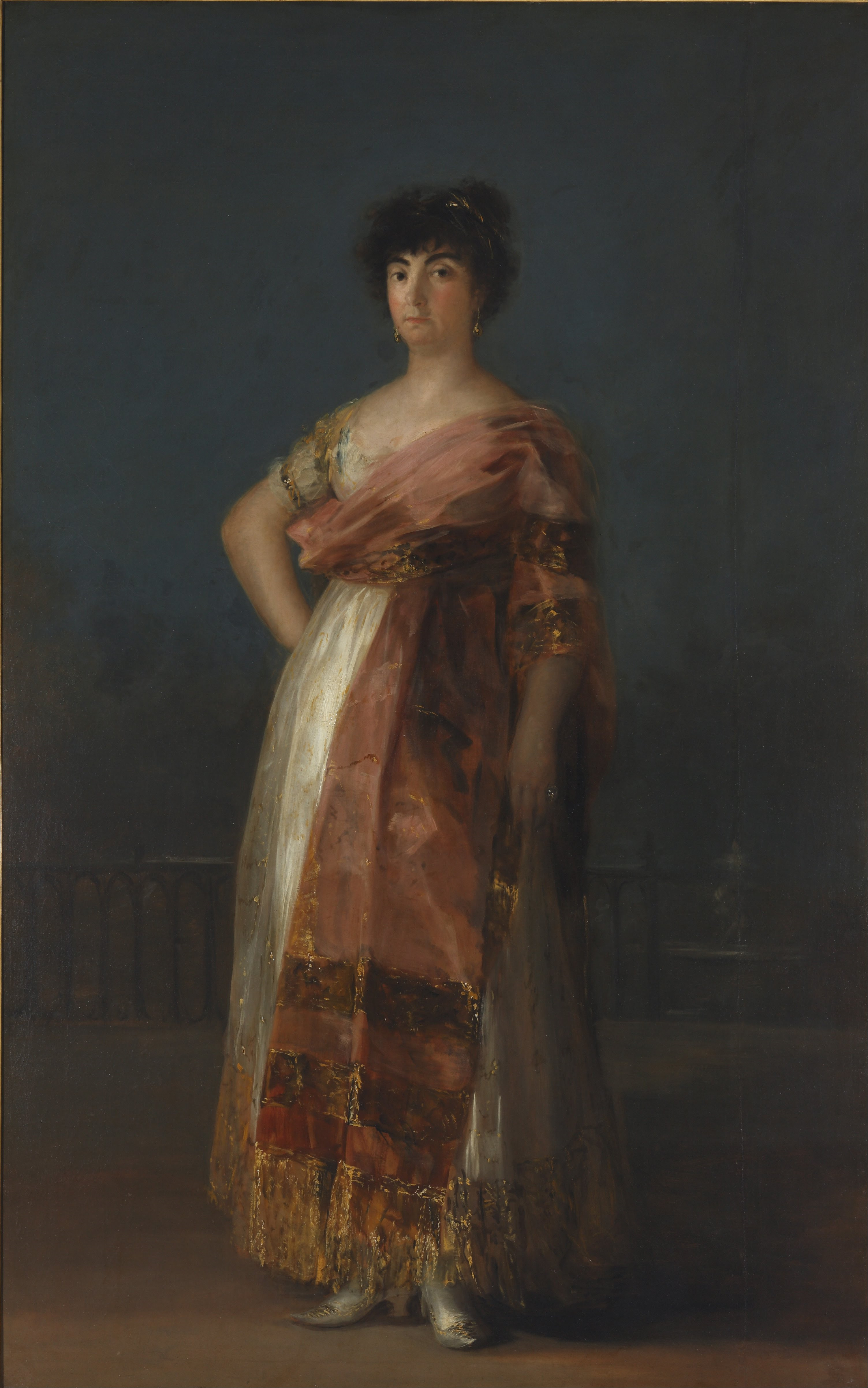
La tirana, Francisco de Goya (c. 1792)
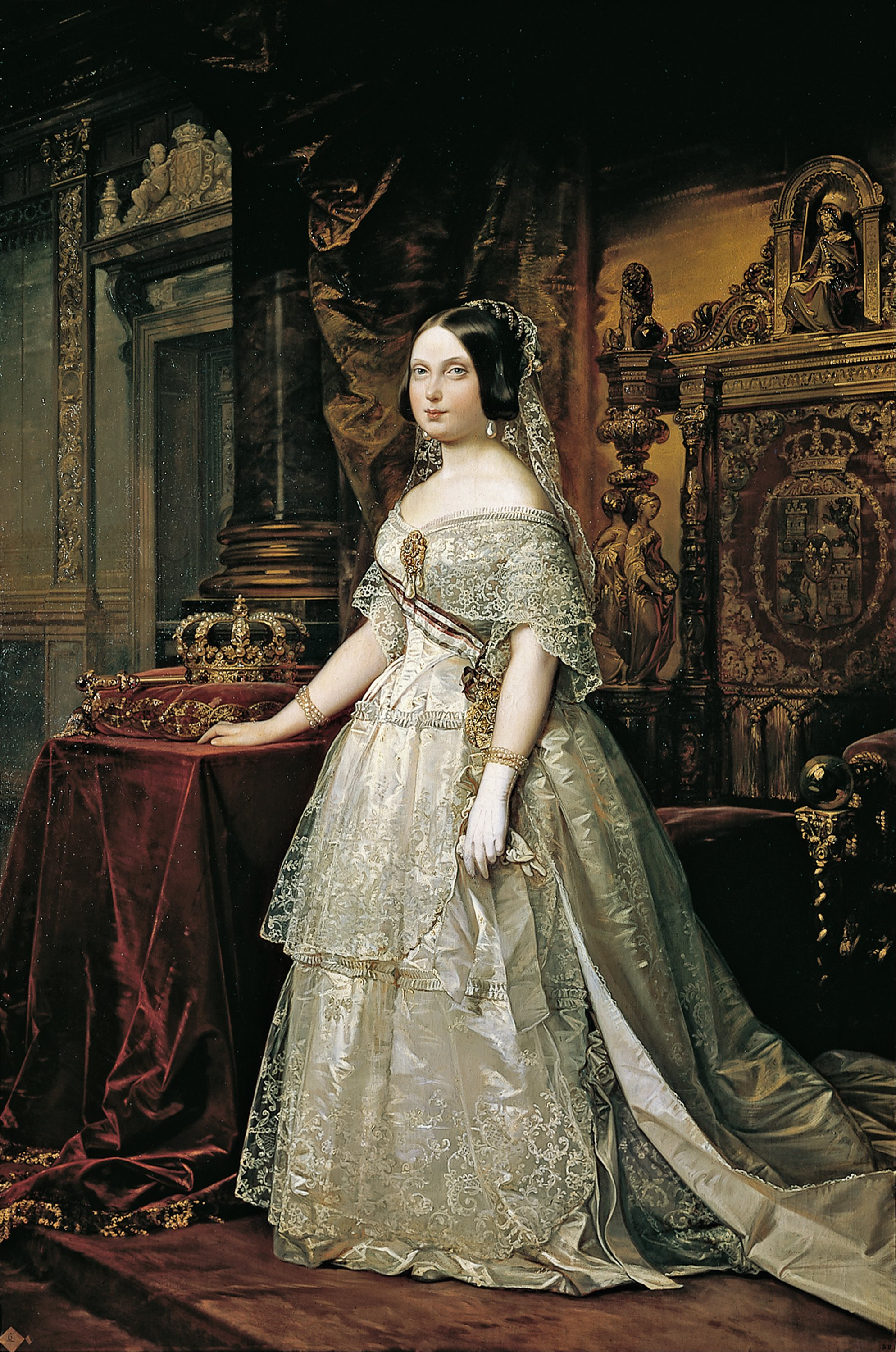
Retrato de Isabel II, Federico de Madrazo (1844)
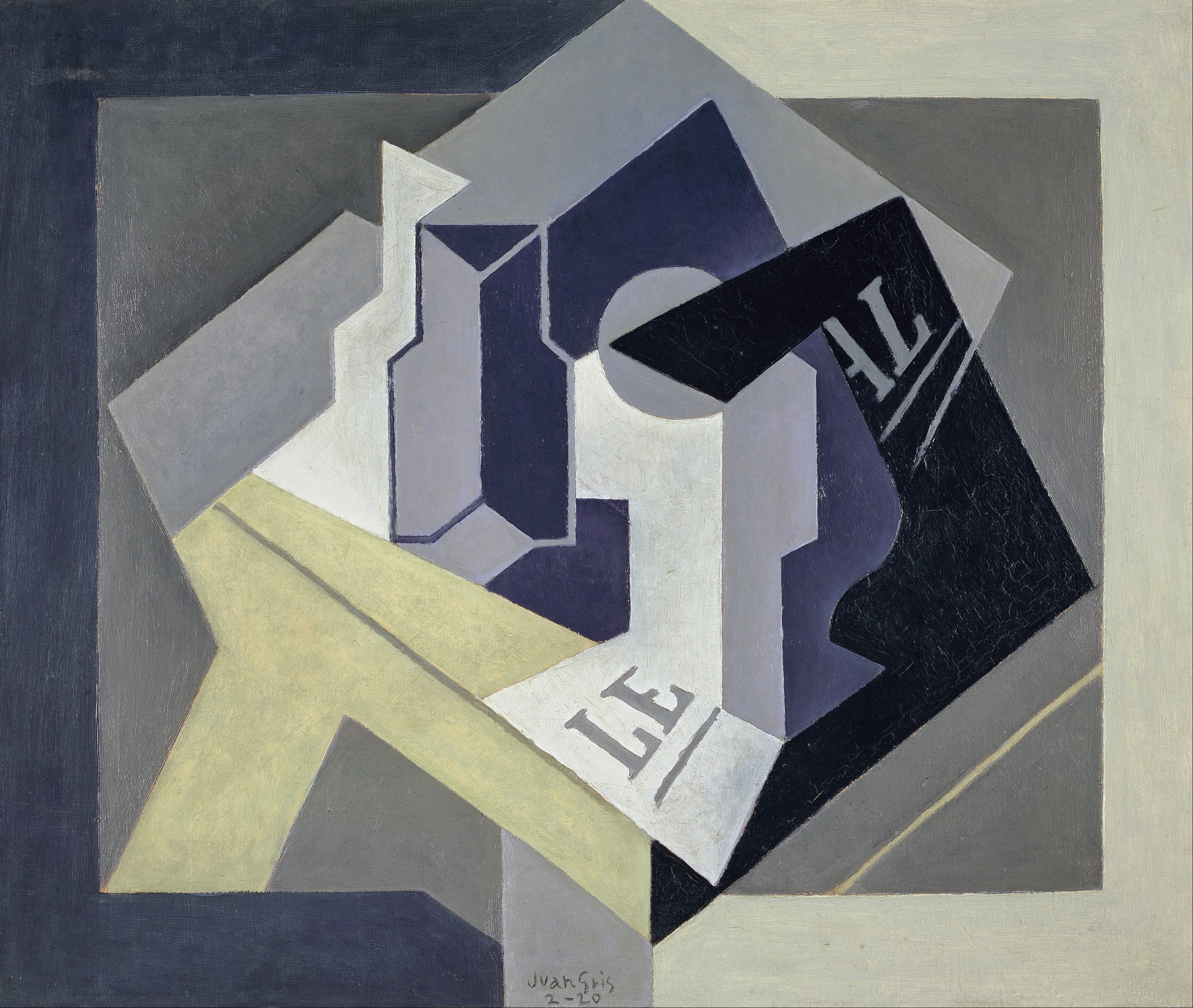
Frutero y periódico, Juan Gris (1920)